# Dieter Schlesak
Dieter Schlesak (Sighișoara, 7 agosto 1934 – Camaiore, 29 marzo 2019) è stato un poeta, scrittore e insegnante rumeno.
Nato in Romania, pubblicò le sue opere in lingua tedesca, membro del Deutsche P. E. N. Zentrum. Visse gli ultimi anni in Toscana, in provincia di Lucca.

## Biografia
La vita di Dieter Schlesak fu fortemente contrassegnata dall'esperienza dell'esilio. Fuggito nel 1969 dalla pesante cappa del regime comunista in Romania, dove dopo aver condotto studi di germanistica aveva svolto l'attività di insegnante e di redattore della rivista Neue Literatur, nel 1973 si rifugiò a Stoccarda, la città della sua compagna Linda, per poi trasferirsi in una casa tra i boschi di Agliano, una frazione del comune toscano di Camaiore. A Viareggio teneva ormeggiata una vecchia barca a vela con cui si avventurò per anni lungo le coste del Mediterraneo. Numerosi i riconoscimenti a lui dati per la sua produzione di saggista, scrittore e di poeta lirico: nel 1989 gli venne assegnato lo Schubart-Literaturpreis, nel 1993 ottenne il premio Nicolaus Lenau per la sua produzione lirica, nel 1994 gli fu conferito l'Hauptpreis des Ostdeutschen Kulturrates per la sua opera in prosa. Nel 2005 ricevette la laurea honoris causa da parte dell'Università di Bucarest, nel 2007 il Maria-Ensle-Preis a Stoccarda. Nel 2014, per il dialogo lirico "La luce dell'anima" (collana Poesia Edizioni ETS, diretta da Alessandro Agostinelli), vinse, insieme alla coautrice Vivetta Valacca, il premio Astrolabio, assegnato a Pisa, e nel 2015 entrambi vinsero anche il Premio Letteratura della rivista "Nuove Lettere" e dell ´ Istituto Italiano di Cultura di Napoli.

## Opere
Tra le sue opere più importanti si segnalano: Vaterlandstage ("I giorni della patria"); i romanzi Die Kunst des Verschwindens ("L'arte del dileguare", 1986); Der Verweser ("Il corruttore", 2002), Viktor Capesius. Der Apotheker von Auschwitz (" Il farmacista di Auschwitz"), tradotto e pubblicato in moltissimi paesi, romanzo-saggio che si avvale della conoscenza diretta del protagonista da parte dello scrittore, nonché di una massa sterminata di testimonianze e documenti storici, e Transsylwahien, 2014.
Schlesak si considera comunque prima di tutto un poeta lirico. Questi i titoli delle sue raccolte più significative: Aufbäumen, 1991; Tunneleffekt, 2000; Lippe Lust, 2000; "Los", 2002; Herbst Zeit Lose, 2006, La luce dell'anima (collana Poesia Edizioni ETS, diretta da Alessandro Agostinelli), dialogo lirico scritto a due voci con la poetessa italiana Vivetta Valacca, 2011, Ein Buchstab bleibt, 2014 e Transsylwahnien.

## Traduzioni in italiano
Il lettore italiano può leggere alcune delle liriche di Dieter Schlesak tradotte con testo a fronte nell'antologia, curata da Stefano Busellato Settanta volte sete, Pisa, Ets 2006. In italiano, tradotto da Mario Pezzella è stato pubblicato anche il libro dedicato da Schlesak alla «rivoluzione rumena» che ha posto fine alla dittatura di Nicolae Ceaușescu, Bandiere bucate. Viaggio dentro una rivoluzione, Moretti & Vitali editore.
Gli ultimi due romanzi tradotti in italiano sono: Il farmacista di Auschwitz, Milano, Garzanti, 2009 e L'uomo senza radici, Milano, Garzanti, 2011.